# Lucky Strike
Lucky Strike је амерички бренд цигарета у власништву компаније British American Tobacco. Појединачне цигарете овог бренда се често колоквијално називају "Luckies". Lucky Strike је био најпродаванији бренд цигарета у Сједињеним Државама током 1930-их и 1940-их.
Позната урбана легенда каже да се назив „Lucky Strike“ односио на присуство марихуане у неким кутијама цигарета.